# Larimar

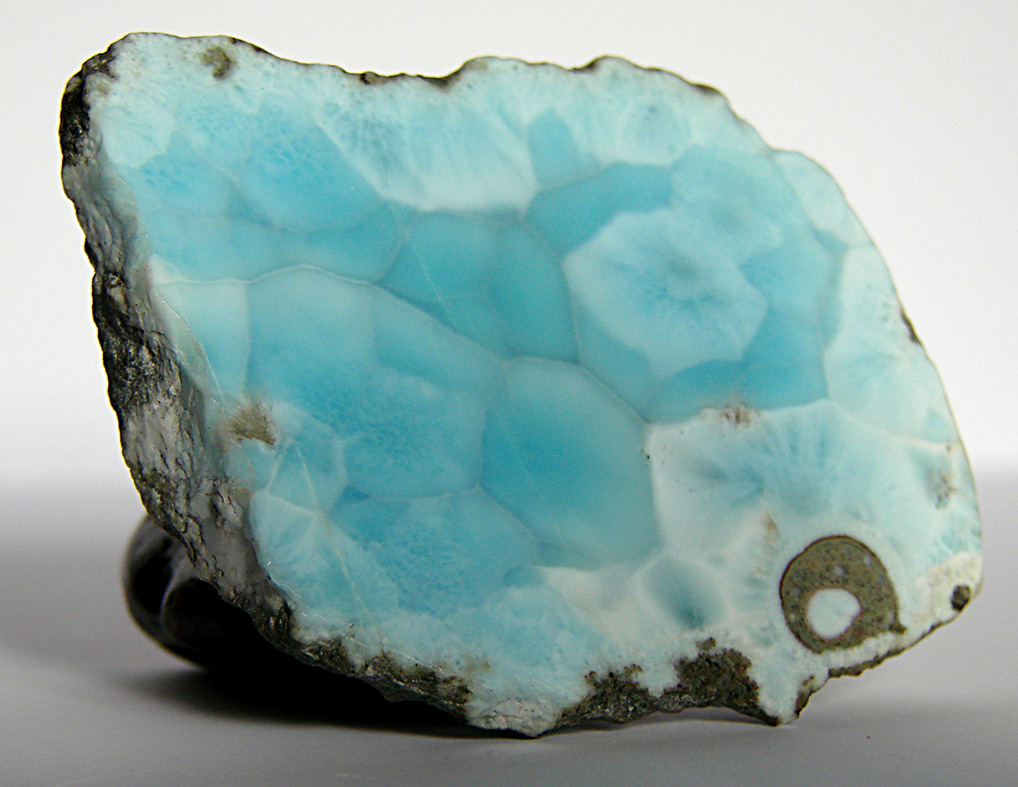
Larimar

Larimar is een mineraal, een zeldzame variant van pectoliet, dat alleen wordt gevonden in de Dominicaanse Republiek, in de vindplaats Los Chupaderos in de bergketen Sierra de Baoruco. Larimar is te vinden in de kleuren wit, lichtblauw, groen-blauw en donkerblauw.
Pectoliet is altijd wit, behalve in zijn variatie larimar. In larimar is het calcium vervangen door koper, waardoor het een blauwe kleur krijgt.
Hoewel pectoliet op meerdere plekken op aarde te vinden is, komt larimar alleen voor in de Dominicaanse Republiek. Mede daarom wordt het in de volksmond ook wel atlantissteen genoemd.
Larimar is vernoemd naar Larissa (de dochter van de ontdekker van de steen, Miguel Méndez) en het Spaanse woord mar, dat 'zee' betekent.

## Eigenschappen
- Formule: NaCu2Si3O8(OH).
- Kristalstructuur: triklien.
- Hardheid: 4,5-5.
- Dichtheid: 2,9.